# Марчешти (Дамбовица)
Марчешти (рум. Mărcești) насеље је у Румунији у округу Дамбовица у општини Добра. Oпштина се налази на надморској висини од 178 m.

## Становништво
Према подацима из 2002. године у насељу је живело 1950 становника, од којих су сви румунске националности.